# Simeliria
Simeliria is een geslacht van halfvleugeligen uit de familie schuimcicaden (Cercopidae). De wetenschappelijke naam van dit geslacht is voor het eerst geldig gepubliceerd in 1909 door Schmidt.

## Soorten
Het geslacht Simeliria omvat de volgende soorten:
- Simeliria aenescens Schmidt, 1909
- Simeliria apicalis Schmidt, 1909
- Simeliria cambodjana Schmidt, 1909
- Simeliria coerulans (Jacobi, 1905)
- Simeliria funeralis (Butler, 1874)
- Simeliria hecate (Breddin, 1903)
- Simeliria hippodamia (Breddin, 1903)
- Simeliria juno (Distant, 1882)
- Simeliria maxima Lallemand, 1928
- Simeliria vicina Lallemand, 1922
- Simeliria viridans (Guérin-Méneville, 1834)